# Бенедикт Володимир Володимирович
Володимир Володимирович Бенедикт (нар. 22 травня 1953, м. Тернопіль, Україна) — український вчений у галузі медицини, доктор медичних наук (2018), професор (2020) кафедри хірургії факультету післядипломної освіти Тернопільського національного медичного університету.

## Життєпис
Закінчив Тернопільський медичний інститут у 1976 році.
1976—1977 — інтернатура зі спеціальності «Хірургія» у Миколаївській області.
1978—1981 — лікар—хірург Тернопільської станції швидкої допомоги.
1981—1983 — клінічний ординатор на кафедрі хірургії факультету вдосконалення лікарів при Тернопільському медичному інституті.
1983—1989 — хірург-ординатор хірургічного відділення міської лікарні № 1 м. Тернополя.
1989—2001 — асистент кафедри хірургії факультету вдосконалення лікарів (тепер — кафедра хірургії факультету післядипломної освіти), доцент (2001—2020).
З 2020 року — професор кафедри хірургії факультету післядипломної освіти Тернопільського національного медичного університету ім. І. Я. Горбачевського.
Член вченої ради і методкому факультету післядипломної освіти ТНМУ.
Член асоціації хірургів Тернопілля.

## Наукова діяльність
У 1989 році В. В. Бенедикт захистив кандидатську дисертацію на тему «Корекція моторно—евакуаторної і секреторної функції шлунка і відвідної кишки у хворих після резекцій і ваготомій» за спеціальністю 14.00.27 — хірургія в Українському інституті удосконалення лікарів.
У 2018 році захистив дисертацію на тему «Клініко-патогенетичне обґрунтування лікувальної тактики на етапах хірургічного лікування хворих на гостру непрохідність тонкої кишки» за спеціальністю «Хірургія» на здобуття наукового ступеню доктора медичних наук.
В. В. Бенедикт оптимізував і розробив методики відновлення моторики травного каналу після різних методів хірургічного лікування гострих захворювань органів черевної порожнини, удосконалив та розробив власні методи декомпресії травного каналу при гострій хірургічній патології органів черевної порожнини.[відсутнє в джерелі]
Наукові інтереси: ургентна хірургія, хірургія гострої непрохідності кишки, перитоніту.

## Доробок
Автор і співавтор понад 300 наукових і навчально—методичних праць, 3 інформаційних листів, 20 авторських свідоцтв та патентів на винаходи.
Був у складі групи зі складання «Уніфікованих клінічних протоколів первинної та вторинної (спеціалізованої) медичної допомоги» (Київ, 2016).

### Окремі праці
- Бенедикт В. В., Коробко Л. Р. Острая непроходимость тонкой кишки. Некоторые аспекты консервативного лечения. Georgian Medical News, 2019. — № 3 (288). — С.7 — 11.
- Дзюбановський І. Я., Бенедикт В. В., Нестерук С. О., Волков К. С. Структурні зміни в стінці тонкої кишки при механічній непрохідності травного каналу в експерименті. Світ медицини та біології, 2019. — № 1(67). — С. 142—145.
- Pidruchna, S. R., Benedyct, V. V., Piatnochka, V. I., Melnyk, N. A., Mykhailivna Zakharchuk, U. Changes of pro- and antioxidant indicators in experimental animals under acute small bowel obstructions. Journal of medicine and life, 2021, 14(1), pp. 32–36.
- Benedykt, V. ABOUT THE ROLE OF DIGESTIVE TRACT DECOMPRESSION IN PATIENTS WITH ACUTE BOWEL OBSTRUCTION. MISTAKES, COMPLICATIONS AND THEIR PREVENTION. Georgian medical news, 2017, (267), pp. 103—110.